# Flower (chanson de Soundgarden)
Pour les articles homonymes, voir Flower.
Singles de Soundgarden
Hunted Down
(1987) Loud Love
(1989)
Flower est une chanson du groupe grunge Soundgarden. C'est la piste qui ouvre leur premier album Ultramega OK. Elle fut sortie en single en mai 1989 par SST Records. La B-side "Head Injury" se trouve aussi sur l'album Ultramega OK tandis que Toy Box se trouve seulement dans ce single.